# К'яравалле
К'яравалле (італ. Chiaravalle) — муніципалітет в Італії, у регіоні Марке,  провінція Анкона.
К'яравалле розташовані на відстані близько 210 км на північ від Рима, 16 км на захід від Анкони.
Населення — 14 885 осіб (2014).
Щорічний фестиваль відбувається 20 серпня. Покровитель — San Bernardo.

## Демографія
Населення за роками:

Станом на 1 січня 2023 року в муніципалітеті офіційно проживало 1038 іноземців з 70 країн, серед них 405 громадян країн Євросоюзу та 30 громадян України.

## Сусідні муніципалітети
- Камерата-Пічена
- Фальконара-Мариттіма
- Єзі
- Монте-Сан-Віто
- Монтемарчіано